# دون بلاكبيرن
دون بلاكبيرن هو لاعب هوكي الجليد كندي، ولد في 14 مايو 1938 في كيركلاند ليك في كندا.

## وصلات خارجية
- دون بلاكبيرن على موقع دوري الهوكي الوطني (الإنجليزية)
- دون بلاكبيرن على موقع قاعة مشاهير الهوكي (لاعب أن.إتش.أل) (الإنجليزية)
- دون بلاكبيرن على موقع EliteProspects.com (الإنجليزية)
- دون بلاكبيرن على موقع HockeyDB.com (الإنجليزية)
- دون بلاكبيرن على موقع Hockey-Reference.com (الإنجليزية)